# Кротерсвілл (Індіана)
Кротерсвілл (англ. Crothersville) — місто (англ. town) в США, в окрузі Джексон штату Індіана. Населення — 1509 осіб (2020).

## Географія
Кротерсвілл розташований за координатами 38°47′41″ пн. ш. 85°50′23″ зх. д. / 38.79472° пн. ш. 85.83972° зх. д. (38.794626, -85.839760).  За даними Бюро перепису населення США в 2010 році місто мало площу 2,96 км², уся площа — суходіл.

## Демографія
Згідно з переписом 2010 року, у місті мешкала 1591 особа в 625 домогосподарствах у складі 438 родин. Густота населення становила 538 осіб/км².  Було 722 помешкання (244/км²).
Расовий склад населення:
| - 96,2 % — білих - 0,4 % — азіатів - 0,3 % — корінних американців - 0,2 % — чорних або афроамериканців - 1,3 % — осіб інших рас |

До двох чи більше рас належало 1,5 %. Частка іспаномовних становила 2,1 % від усіх жителів.
За віковим діапазоном населення розподілялося таким чином: 24,8 % — особи молодші 18 років, 59,7 % — особи у віці 18—64 років, 15,5 % — особи у віці 65 років та старші. Медіана віку мешканця становила 37,9 року. На 100 осіб жіночої статі у місті припадало 94,7 чоловіків;  на 100 жінок у віці від 18 років та старших — 95,1 чоловіків також старших 18 років.
Середній дохід на одне домашнє господарство  становив 50 472 долари США (медіана — 40 000), а середній дохід на одну сім'ю — 56 663 долари (медіана — 49 091). За межею бідності перебувало 19,7 % осіб, у тому числі 27,7 % дітей у віці до 18 років та 21,9 % осіб у віці 65 років та старших.
Цивільне працевлаштоване населення становило 757 осіб. Основні галузі зайнятості: виробництво — 48,2 %, роздрібна торгівля — 11,0 %, освіта, охорона здоров'я та соціальна допомога — 11,0 %.